# Drymoea hesperioides
Drymoea hesperioides är en fjärilsart som beskrevs av Pieter Cornelius Tobias Snellen 1890. Drymoea hesperioides ingår i släktet Drymoea och familjen mätare. Inga underarter finns listade i Catalogue of Life.